# Sieggrabenbach
Der Sieggrabenbach ist ein Bach, dessen Name sich auf den Ort Sieggraben im Burgenland bezieht, auf dessen Gemeindegebiet seine Quellbäche entspringen.

## Quellbäche
Der Ortskern von Sieggraben wird vom Auwiesenbach durchflossen, in den im Bereich der Trift der Mausgrabenbach mündet. Das vereinigte Gewässer fließt als Auwiesenbach durch den unteren Sieggrabener Ortsteil Mühlen und trägt ab dem Zusammenfluss mit dem Siegleswiesenbach, kurz nach der Gemeindegrenze zu Kalkgruben, die Bezeichnung Sieggrabenbach. Der Auwiesenbach ist dessen rechter und der Siegleswiesenbach dessen linker Quellbach.

## Verlauf
Der zuvor durch das Gemeindegebiet von Kalkgruben und Tschurndorf verlaufende Sieggrabenbach fließt auf dem Gemeindegebiet von Weppersdorf mit dem rechtsseitigen Schwarzenbach zusammen. Ab dem Zusammenfluss des Sieggrabenbaches mit dem Schwarzenbach südlich von Weppersdorf heißt der Wasserlauf Stooberbach. Im weiteren Verlauf gelangt sein Wasser über die Rabnitz in die Donau und schließlich ins Schwarze Meer.
Außerhalb der Ortschaften durchfließt der Sieggrabenbach unreguliert ein Auengebiet. Zwischen Tschurndorf und Weppersdorf verläuft entlang des in Windungen idyllisch dahinfließenden Bachs ein Radweg.

## Biberansiedlung
Seit den 2010er-Jahren gibt es am Sieggrabenbach, zwischen Tschurndorf und Weppersdorf, eine Biberansiedlung durch Zuwanderung über den Stooberbach. Der Biberbestand im Bezirk Oberpullendorf geht auf ein Wiederansiedlungsprojekt im ungarischen Hanság-Nationalpark in den 1990er-Jahren zurück. In diesem Gebiet, südlich des Neusiedler Sees, wurden Biber ausgesetzt. Von dort wanderten Tiere ins Burgenland ein. Da die rege Bautätigkeit der Nager auch zu Konflikten Anlass gibt, etwa im Zusammenhang mit dem Hochwasserschutz, besteht seit 2015 im Burgenland ein Bibermanagement, das die Probleme zu entschärfen versucht.